# Talbot-Lago T150
Talbot-Lago T150 är en personbil, tillverkad av den franska biltillverkaren Talbot-Lago mellan 1936 och 1939.
Sedan det brittisk-franska bolaget STD Motors (Sunbeam - Talbot – Darracq) gått i konkurs i mitten av trettiotalet köptes den brittiska delen upp av Rootes. Den franska delen drevs vidare av Antonio Lago, som haft intressen i företaget under hela trettiotalet, under namnet Talbot-Lago.
Talbot-Lagos förnämsta modell var den sportiga T150. Motorn var en stor rak sexa med hemisfäriska förbränningsrum. Ventilerna satt vinklade mot varandra i topplocket och styrdes av en enkel kamaxel i motorblocket via stötstänger, vilket krävde ett snillrikt men komplicerat ventilstyrningssystem. Chassit hade individuell hjulupphängning fram med tvärställda bladfjädrar. Den starka motorn och det låga chassit lockade Frankrikes främsta karossbyggare, som Figoni et Falaschi, Saoutchik och Henri Chapron att skapa sina mest uppseendeväckande karosser på T150:n.
Motor:
| Modell  | Motor              | Cylindervolym | Effekt | Bränslesystem |
| ------- | ------------------ | ------------- | ------ | ------------- |
| T150 S  | 6-cyl radmotor ohv | 3996 cm³      | 140 hk | Tre förgasare |
| T150 SS | 6-cyl radmotor ohv | 3996 cm³      | 170 hk | Tre förgasare |

## Motorsport
Talbot-Lago byggde även tävlingsbilen T150C, avsedd för sportvagnsracing. Den hade ett kortare chassi och motorn trimmad upp till 200 hk.